# Scopula exiguaria
Scopula exiguaria là một loài bướm đêm trong họ Geometridae.